# 하성용
하성용(1972년 12월 12일 ~ )은 대한민국의 성우로, 2001년 교육방송 성우극회 공채 19기로 입사했다.

## 주요 출연작

### 애니메이션
- 갓슈벨 (애니원) - 겐소
- 검볼 (카툰네트워크)
- 금붕어 주의보 - 불량소
- 포텐독 (EBS) - 푸푸
- 꼬마산타 니콜라스 (EBS)
- 꼬마의사 맥스터핀스 (디즈니주니어) - 스터피
- 나나 (애니원) - 점원
- 난다 난다 니얀다 (재능TV) - 깨비깨비
- 내 친구 토토 (EBS) - 재스퍼
- 네모네모 스펀지 송 (EBS)
- 달려라 카카 (EBS) - 틴톱
- 데스노트 (애니원) - 우키타, 방송인1
- 드래곤 길들이기 : 버크의 라이더 (카툰네트워크) - 스노트
- 또봇 V (KBS) - 마니, Y
  - 또봇 V 2기 (KBS) - 클래식
- 떴다! 퀘스트 기사단 (카툰네트워크) - 카오스
- 띠띠뽀 띠띠뽀 (EBS) - 매니
- 로빈은 사춘기 (EBS) - 버니
- 록맨 에그제 비스트 플러스 (애니맥스) - 샤인즈
- 리틀 피플 (EBS) - 월터
- 메가마인드 - 타잇탄
- 메탈카드봇S 강철의 귀환 (EBS) - 블래스트레인
- 명탐정 코난 (애니맥스) - 황진우
- 몬카트 (EBS) - 제로/노르 제시
- 무적뱅커 크로켓 (챔프) - 리조토
- 밀리는 놀라워 (EBS) - 통역기
- 바다탐험대 옥토넛 (디즈니주니어)(디즈니채널) - 바나클
- 배트맨 : 조커의 귀환 (카툰네트워크) - 굴, 프라이스
- 베르사이유의 장미 (EBS) - 메르시, 국무대신
- 베리와 핑크팬더 (재능TV) - 페르디난도, 앤트, 것츠맨, 레퉁, 윌더
- 베리와 아카메 VS 프라이미벌 2 (카툰네트워크) - 페르디난도, 앤트, 것츠맨
- 별난 가족 힐 (EBS) - 제이슨
- 별난 깜찍 수호천사 (EBS)
- 빌리와 맨디의 무시무시한 모험 (카툰네트워크) - 스카, 까마귀(해설)
- 빨강 머리 앤(영어판) (EBS) - 로슨
- 뽀동이와 요술 크레용 (EBS) - 버스 운전사
- 사막의 해적 캡틴 쿠파 (재능TV) - 젯트
- 세계명작동화 (EBS)
- 스모모모모모모 ~지상최강의 신부~ (애니박스) - 코가네이 텐카
- 스쿠비 두와 맥시코 괴물 (카툰네트워크) - 푸엔테
- 스타게이트 (EBS) - 와이말루
- 슬레이어즈 고저스 (애니박스) - 광대
- 시간탐험대 (EBS) - 램프의 바바
- 썬더캣츠 (카툰네트워크) - 티그라
- 아리아 시리즈 - 우디
- 아이 실드 21
- 아드레날린 브라더스 (카툰네트워크)
- 오네가이 트윈즈 - 시마자키 코우세이
- 와글와글 친구들 (EBS) - 게으름씨, 지저분씨, 초조씨
- 올란도 영웅전 (EBS)
- 우리는 곰돌이 가족 (EBS)
- 워킹맨 (애니박스) - 타나카 쿠니오
- 워터십 다운의 토끼들 (EBS) - 에프라파 경비1, 멍멍, 앵무1, 히코리, 거북, 까치1
- 원피스 New 홀케이크 아일랜드 편 (애니원) - 샬롯 크래커
- 철완탐정 로보타크 (재능TV) - 카바도스
- 치링치링 시크릿 쥬쥬 (재능TV) - 루이 왕자, 남자, 도둑
- 최강전사 미니특공대(EBS) - 그리폰
- 캣피시 블루스 (EBS) - 무어
- 쿵푸팬더 전설의 마스터 (니켈로디언) - 몽키
- 크로스 게임 (EBS)
- 토끼네 집으로 오세요 (EBS)
- 톰과 제리 - 스파이크
- 트랜스포머 프라임 (EBS) - 라쳇
- 팅가팅가 이야기 (EBS) - 공작
- 풍선 코끼리 발루뽀 (EBS) - 스퀴들즈
- 프로젝트 블루 지구 SOS (애니박스) - 토니
- 헬로 카봇 (KBS) - 가드
  - 헬로 카봇 X (SBS) - 가드 X
- 호기심 많은 조지 (EBS)
- 후로티 로봇 (재능TV) - 수박 선생 / 간사왕
- 왕실탐정, 미라 (디즈니주니어) - 치쿠
- 마카앤로니, 마카앤로니 2 - 퍼그

### 극장용 애니메이션
- 개구쟁이 스머프2 - 투덜이 (조지 로페즈)
- 더 자이언트
- 드래곤 길들이기 - 스노트
- 쿵푸팬더 - 몽키
- 바다 탐험대 옥토넛 시즌 4: 빙하탐험선S - 바나클
- 바다 탐험대 옥토넛 시즌 4: 바다 괴물 대소동 - 바나클
- 스머프: 비밀의 숲
- 소울 - 제리3

### 외화
- 남과 북 (EBS) - 슬릭슨 役
- 네버엔딩 스토리 (EBS) - 히스발드 役
- 사랑의 마을 에버우드 (EBS)
- 테일러는 12살 (EBS) - 돈 프라이 役
- 한자와 나오키 (Drama Cube) - 토마리 시노부 役

### 영화
- 동물 구조대 사바나 원정기 (EBS) - 헬뭇
- 마법의 동전 (EBS)
- 베토벤 (EBS)
- 사운더 (EBS)
- 소년 탐정단 - 해골 섬의 비밀을 찾아서 (EBS)
- 스토리 오브 어스 (SBS) - 마티 (팀 매시선)
- 어벤져스: 인피니티 워 - 컬렉터(베니시오 델 토로)
- 베놈 - 칼튼 드레이 / 라이엇(리즈 아메드)
- 타이타닉 타운 (SBS) - 토마스 (제임스 로런)
- 브리트니의 일상탈출 (EBS) - 렌 (토드 스태시윅)
- 달려라, 타이코 (EBS) - 론델 (이브라임 압델 바이스)
- 마우스의 슬램덩크 (EBS) - 맹반 (양의)
- 우주소녀 제논 (EBS) - 프로토 조아 (필립 라이스)
- 바다탐험대 옥토넛(빙하탐험선S)

### 다큐
- 경이로운 자연의 세계  (EBS)
- 기차로 떠나는 세계여행
- 2007.11.02 EBS 다큐 10+ - 불임치료, 그 현장에 가다 - 인생 최고의 선물
- 2008.01.08 EBS 다큐 10+ - 요가 주식회사
- 2008.01.22 EBS 다큐 10+ - 우주전쟁 제 1편 나치로켓의 비밀
- 2008.01.23 EBS 다큐 10+ - 우주전쟁 제 2편 지구 밖으로
- 2008.03.11 EBS 다큐 10+ - 미국은 어디로 가고 있는가 제 2편 법정에 선 다윗, 진화론 對 지적설계론
- 2008.03.13 EBS 다큐 10+ - 미국은 어디로 가고 있는가 제 4편 빚더미 위의 초강대국, 미국
- 2008.06.06 EBS 다큐 10+ - 아이팟의 신화, 스티브잡스처럼 생각하라.
- 2008.06.20 EBS 다큐 10+ - 고대인의 아름다움 제 2부 인도의 신비요법, 아유르베다
- 2008.10.22 EBS 다큐 10+ - 도시, 예술로 다시 태어나다 제 3부 도쿄
- 2008.11.26 EBS 다큐 10+ - 사라진 맹수들, 다이어 늑대
- 2009.02.05 EBS 다큐 10+ - 다시 보는 미국 제 2부 정치와 종교
- 2009.03.04 EBS 다큐 10+ - 미래의 차
- 2009.08.10 EBS 다큐 10+ - 우슈아이아 탐사대 제 1부 코스타리카와 벨리즈 1
- 2009.08.17 EBS 다큐 10+ - 우슈아이아 탐사대 제 2부 코스타리카와 벨리즈 2
- 2009.10.14 EBS 다큐 10+ - 뉴욕의 유치원 전쟁
- 2009.12.30 EBS 다큐 10+ - 인류 역사의 유산, 건축으로의 여행 제 4부 재앙이 남겨준 교훈
- 2010.02.16 EBS 다큐 10+ - 인간의 한계를 넘어서 제 1부 알파인스키
- 2010.05.10 EBS 다큐 10+ - 불의 산, 킬라우에아
- 2010.06.30 EBS 다큐 10+ - 사라진 맹수들 제 2부 쇼트 페이스드 안경곰
- 2010.07.07 EBS 다큐 10+ - 사라진 맹수들 제 3부 다이어 늑대
- 2010.07.28 EBS 다큐 10+ - 트로이, 신화 혹은 역사
- 2010.09.08 EBS 다큐 10+ - 식량전쟁 - 2050년 최악의 시나리오
- 2012.03.15 EBS 다큐 10+ - 공포의 대지진 제 4부 쓰나미가 대도시를 덮칠 때
- 2012.03.28 EBS 다큐 10+ - 위기의 바다, 해양생태계를 구하라!
- 2012.06.05 EBS 다큐 10+ - 살아 숨 쉬는 지구 제 1부 마다가스카르
- 2012.06.12 EBS 다큐 10+ - 살아 숨 쉬는 지구 제 3부 호주
- 2012.06.18 EBS 다큐 10+ - 살아 숨 쉬는 지구 제 5부 아프리카 그레이트 리프트 밸리
- 2012.07.04 EBS 다큐 10+ - 0.2초의 암살자 방울뱀
- 2012.07.26 EBS 다큐 10+ - 스포츠와 인간
- 2012.09.10 EBS 다큐 10+ - 대양의 지배자들-바다의 거인, 고래
- 2012.09.12 EBS 다큐 10+ - 죽음을 부르는 산, K2
- 2012.09.17 EBS 다큐 10+ - 대앙의 지배자들- 생각하는 돌고래
- 2012.10.15 EBS 다큐 10+ - 야생동물의 안식처, 가봉
- 2012.10.22 EBS 다큐 10+ - 하이에나 여왕
- 2012.11.13 EBS 다큐 10+ - 제2차 세계대전의 명장들 제 1부 스탈린그라드 전투
- 2012.11.20 EBS 다큐 10+ - 제2차 세계대전의 명장들 제 2부 쿠르스크 전투
- 2012.11.27 EBS 다큐 10+ - 제2차 세계대전의 명장들 제 3부 벌지전투
- 2012.12.10 EBS 다큐 10+ - 도매뱀의 제왕, 왕도마뱀
- 2013.01.28 EBS 다큐 10+ - 킹코브라의 왕국
- 2013.02.11 EBS 다큐 10+ - 수마트라 호랑이
- 2013.03.04 EBS 다큐 10+ - 하늘과 맞닿은 논
- 2013.03.25 EBS 다큐 10+ - 위대한 여행자, 연어의 귀향
- 2013.03.27 EBS 다큐 10+ - 위기의 바다, 해양생태계를 구하라!
- 2013.05.13 EBS 다큐 10+ - 비단구렁이, 미국을 점령하다
- 2013.05.22 EBS 다큐 10+ - 치명적인 재앙-토네이도
- 2013.07.02 EBS 다큐 10+ - 독에 관한 놀라운 진실
- 2013.07.16 EBS 다큐 10+ - 산호 왕국의 제왕, 곰치
- 2013.07.29 EBS 다큐 10+ - 나무 위의 삶, 킹카쥬
- 2013.08.28 EBS 세계의 눈 - 에너지 위기, 대안을 찾아서
- 2013.12.10 EBS 세계의 눈 - 대양의 지배자들 : 1부 바다의 거인, 고래
- 2013.12.17 EBS 세계의 눈 - 대양의 지배자들 : 2부 생각하는 돌고래
- 2013.12.24 EBS 세계의 눈 -  대양의 지배자들: 3부 바다의 노래
- 2014.03.16 EBS 세계의 눈 - 치명적인 재앙 - 토네이도
- 2014.05.18 EBS 세계의 눈 - 대자연 속으로 - 글레이셔 국립공원
- 2014.05.25 EBS 세계의 눈 - 대자연 속으로 - 캐니언랜즈 국립공원
- 2014.06.01 EBS 세계의 눈 - 대자연 속으로 - 애팔레치아 트레일
- 2014.06.08 EBS 세계의 눈 - 브라질 월드컵 성지, 마라카낭 경기장
- 2014.07.13 EBS 세계의 눈 - 제 1차 세계대전 제 1부 살육의 시작
- 2014.07.20 EBS 세계의 눈 - 제 1차 세계대전 제 2부 지옥의 전투
- 2014.07.27 EBS 세계의 눈 - 제 1차 세계대전 제 3부 끝나지 않은 전쟁
- 2014.09.14 EBS 세계의 눈 - 0.2초의 암살자, 방울뱀
- 2014.12.07 EBS 세계의 눈 - 야생동물의 안식처, 가봉
- 2015.01.11 EBS 세계의 눈 - 살아 숨 쉬는 지구 1부 마다가스카르
- 2015.01.18 EBS 세계의 눈 - 살아 숨 쉬는 지구 3부 호주
- 2015.01.25 EBS 세계의 눈 - 살아 숨 쉬는 지구 5부 아프리카 그레이트 리프트 밸리
- 2015.04.04 EBS 세계의 눈 - 하늘과 맞닿은 논

### 라디오 드라마
EBS 라디오 문학관 (EBS 라디오)
- 2003.02.24~2003.02.26 김영현 作 깊은 강은 멀리 흐른다 - 병섭 役
- 2003.03.07~2003.03.08 오상원 作 모반
- 2003.03.10~2003.03.15 송기숙 作 암태도
- 2003.03.24~2003.03.29 김주영 作 천둥소리
- 2003.04.07~2003.04.19 한설야 作 황혼 - 병재 役
- 2003.05.19~2003.05.24 김남일 作 청년일기
- 2003.05.26~2003.05.31 김남천 作 대하 - 사회 役
- 2003.06.16~2003.06.28 이기영 作 고향
- 2003.07.14~2003.07.26 최수철 作 고래 뱃속에서
- 2003.09.08~2003.09.13 이문구 作 관촌수필
- 2003.09.15~2003.09.20 선우휘 作 불꽃
- 2003.09.25~2003.09.27 윤대녕 作 은어 낚시 통신
- 2003.09.29~2003.10.01 이상 作 날개
- 2003.10.02~2003.10.04 이범선 作 오발탄
- 2003.10.13~2003.10.16 김정한 作 사하촌 - 남자 役
- 2003.10.17~2003.10.18 김성한 作 바비도 - 친구 役
- 2003.10.20~2003.10.25 황석영 作 객지
- 2003.10.27~2003.10.29 최일남 作 흐르는 북 - 성규 친구 役
- 2003.10.30~2003.11.01 전상국 作 우상의 눈물
- 2003.11.03~2003.11.08 김성동 作 만다라
- 2003.11.14~2003.11.15 한말숙 作 신화의 단애 - 경일 役
- 2003.11.17~2003.11.22 이동하 作 장난감 도시
- 2003.12.29~2004.01.03 조세희 作 난장이가 쏘아올린 작은 공
- 2004.01.05~2004.01.07 최윤 作 회색 눈사람 - 남자 役
- 2004.01.08~2004.01.10 이순원 作 말을 찾아서
- 2004.01.22~2004.01.24 박태순 作 무너진 극장 - 군인 役
- 2004.01.26~2004.01.31 박태원 作 천변풍경
- 2004.02.04~2004.02.07 이태준 作 해방 전후
- 2005.01.03~2005.01.05 박경리 作 불신시대
- 2005.01.06~2005.01.08 한승원 作 앞산도 첩첩하고
- 2005.01.10~2005.01.13 윤흥길 作 아홉켤레의 구두로 남은 사내
- 2005.01.20~2005.01.22 이문구 作 우리 동네 김씨
- 2005.01.24~2005.01.29 조정래 作 유형의 땅
- 2005.01.31~2005.02.02 김주영 作 외촌장 기행
- 2005.02.03~2005.02.05 이동화 作 파편
- 2005.02.10~2005.02.12 임철우 作 사평역
- 2005.02.14~2005.02.16 윤정모 作 밤길
- 2005.02.17~2005.02.19 양귀자 作 원미동 시인
- 2005.02.21~2005.02.26 이문열 作 우리들의 일그러진 영웅
- 2005.08.31~2005.09.03 염상섭 作 표본실의 청개구리
- 2005.09.07~2005.09.08 한설야 作 과도기
- 2005.09.09~2005.09.10 전영택 作 화수분
- 2005.09.15~2005.09.16 박영준 作 모범 경작생
- 2005.09.19~2005.09.22 최서해 作 홍염
- 2005.09.23~2005.09.24 조명희 作 낙동강
- 2005.09.26~2005.09.29 채만식 作 레디 메이드 인생
- 2005.10.03~2005.10.06 박태원 作 소설가 구보씨의 일일
- 2005.10.07~2005.10.08 이효석 作 분녀
- 2005.10.14~2005.10.15 박종화 作 아랑의 정조
- 2005.10.17~2005.10.19 김동리 作 무녀도
- 2005.10.20~2005.10.22 이태준 作 복덕방
- 2005.11.07~2005.11.09 안수길 作 제 3 인간형
- 2005.11.17~2005.11.19 송병수 作 쇼리킴
- 2005.11.24~2005.11.26 이범선 作 학마을 사람들
- 2005.11.28~2005.11.30 전광용 作 꺼삐딴 리
- 2005.12.01~2005.12.03 전상국 作 동행
- 2005.12.08~2005.12.10 김정한 作 모래톱 이야기
- 2005.12.12~2005.12.14 최인훈 作 웃음소리
- 2005.12.19~2005.12.24 홍성원 作 폭군
- 2005.12.27~2005.12.29 김원일 作 어둠의 혼
- 2005.02.28~2005.03.02 셰익스피어 作 베니스의 상인
- 2005.03.03~2005.03.05 토마스 하디 作 아내
- 2005.03.10~2005.03.12 서머셋 모옴 作 어머니
- 2005.03.14~2005.03.16 맨스필드 作 가든 파티
- 2005.03.21~2005.03.26 조지오웰 作 동물농장
- 2005.03.28~2005.03.30 푸쉬킨 作 스페이드의 여왕
- 2005.04.04~2005.04.09 투르게네프 作 첫사랑
- 2005.04.11~2005.04.13 톨스토이 作 사람은 무엇으로 사는가
- 2005.04.14~2005.04.16 안톤 체호프 作 귀여운 여인
- 2005.04.18~2005.04.21 도스토 예프스키 作 지하로부터의 수기
- 2005.04.29~2005.04.30 빅토르 위고 作 가난한 사람들
- 2005.05.03 알퐁스 도데 作 아를의 여인
- 2005.05.04~2005.05.07 모파상 作 비계덩어리
- 2005.05.12~2005.05.14 생택쥐 페리 作 야간비행
- 2005.05.16~2005.05.18 샤르트르 作 벽
- 2005.05.23~2005.05.25 워싱턴 어빙 作 립 밴 윙클
- 2005.05.30~2005.05.31 오 헨리 作 되찾아진 개심
- 2005.06.01~2005.06.02 애드가 앨런 포 作 검은 고양이
- 2005.06.03~2005.06.04 윌리엄 포크너 作 에밀리에게 장미를
- 2005.06.09~2005.06.11 싱클레어 루이스 作 버드나무 길
- 2005.06.16~2005.06.18 헤밍웨이 作 킬리만자로의 눈
- 2005.06.20~2005.06.23 릴케 作 보후쉬왕
- 2005.06.27~2005.06.29 하우프트만 作 철로지기 틸
- 2005.06.30~2005.07.02 토마스 만 作 키작은 프리데만씨
- 2005.07.04~2005.07.09 헤르만 헤세 作 데미안
- 2005.07.11~2005.07.13 슈니츨러 作 구스톨 소위
- 2005.07.16 하인리히뵐 作 방랑자여 슈파로 오려는가
- 2005.07.25~2005.07.28 세르반테스 作 세비야의 건달들
- 2005.07.29~2005.07.30 시엔키에비치 作 등대지기
- 2005.08.01~2005.08.04 루쉰 作 아Q정전
- 2005.08.05~2005.08.06 타고르 作 환상
- 2005.08.08~2005.08.10 나쓰메 소세키 作 몽십야
- 2005.08.11~2005.08.13 가와바타 야스나리 作 이즈의 무희
- 2005.08.15~2005.08.18 마르케스 作 눈 속에 흘린 피의 흔적
- 2005.08.22~2005.08.23 후앙 기마랑스 作 제 3의 강둑
- 2005.08.24~2005.08.27 치누아 아체베 作 전쟁터의 소녀들
- 현기영 作 순이삼촌 - 장교 役
- 김승옥 作 무진기행
- 박연희 作 증인 - 형사 役
- 유재용 作 누님의 초상
- 안정효 作 미늘
- 최인훈 作 광장 - 북한 군인, 남자 役
- 이청준 作 당신들의 천국
- 구효서 作 깡통따개가 없는 마을 - 후배 役
- 오정희 作 유년의 뜰 - 아버지, 교사, 이발사 役
- 황순원 作 일월 - 남준걸, 영업부장 役
- 염상섭 作 삼대
- 이승우 作 에리직톤의 초상
- 심훈 作 상록수 - 남자 役
- 박상우 作 샤갈의 마을에 내리는 눈
- 강경애 作 인간문제
- 김원우 作 무기질 청년
- 임철우 作 아버지의 땅 - 군인 役
- 이광수 作 무정
- 송기원 作 월문리에서

EBS 라디오 삼국지 (EBS 라디오)
- 2004.04.10~2004.04.12 소패왕 손책 - 남편 役
- 2004.04.13~2004.04.21 여포의 최후 - 웨이터, 조앙, 부하, 유안, 병사 役
- 2004.04.22~2004.04.24 조조와 유비 - 부하 役
- 2004.04.26~2004.04.28 태의 길평 - 형사
- 2004.04.29~2004.05.04 관우 오관 돌파 - 안량, 부하 役
- 2004.05.05~2004.05.07 손책의 죽음 - 식객, 신하 役
- 2004.05.08~2004.05.12 관도대전 - 첩자, 부장, 부하, 곽도 役
- 2004.05.13~2004.05.19 제갈공명 - 유지, 아나운서 役
- 2004.08.14~2004.08.20 출사표 - 내시, 진군, 마준 役
- 2004.08.21~2004.08.28 오장원 - 왕쌍, 부하, 황호, 조방, 조각가 役

EBS 조경란의 라디오 문학관 (EBS 라디오)
- 2005.11.28~2005.11.30 드비드 르 브르통 作 걷기 예찬

EBS 책으로 여는 세상 (EBS 라디오)
- 2007.07.01 스티븐 로 作 철학학교
- 2007.07.29 김용규 作 문학카페에서 철학 읽기

EBS 고전극장 (EBS 라디오)
- 2008.03.10~2008.03.15 허생전 - 엿장수, 상인, 도둑 役
- 2008.03.17~2008.03.22 양반전 - 동수, 상인, 우의정 役
- 2008.03.24~2008.03.29 구운몽 - 천자 役
- 2008.04.07~2008.04.12 이춘풍전 - 한량, 남자, 선비 役
- 2008.04.14~2008.04.19 배비장전 - 정비장 役
- 2008.04.28~2008.05.03 주생전 - 친구 役
- 2008.05.05~2008.05.10 숙영낭자전 - 돌쇠 役
- 2008.05.26~2008.05.31 오유란전 - 이랑 役
- 2008.06.16~2008.06.21 유충렬전 - 마철, 마룡 役
- 2008.07.28~2008.08.09 계축일기 - 우승지, 장돌

EBS 라디오 소설 (EBS 라디오)
- 2012.03.26~2012.04.20 권비영 作 덕혜옹주 - 영친왕, 청년, 사람 役
- 2013.02.25~2013.03.22 빅토르 위고 作 레 미제라블 - 빵집주인, 테나르디에, 샹마티외, 종드레트, 정부군 장교 役
- 2013.04.22~2013.05.03 위기철 作 아홉살 인생 - 교장 선생님, 외팔이 하상사 役
- 2013.05.06~2013.05.17 김해원 作 열일곱살의 털 - 아버지, 학생 役
- 2013.06.17~2013.06.28 F. 스콧 피츠제럴드의 위대한 개츠비 - 조지 윌슨 役
- 2013.07.01~2013.07.05 아서 코난 도일 作 바스커빌가의 개 - 헨리 바스커빌 役
- 2013.07.08~2013.07.12 모리스 르블랑 作 괴도 신사 뤼팽 - 남자, 카오른 남작, 전보 목소리, 교도소 보초병 役
- 2013.08.05~2013.08.16 채만식 作 태평천하 - 안내직원, 인력거꾼, 태식 役

EBS 라디오 인물열전 (EBS 라디오)
- 2014.03.27~2014.04.05 윤동주 편 - 문익환 役

EBS 라디오 역사극장 (EBS 라디오)
- 2014.04.07~2014.04.09 27화 그녀를 둘러싼 오해, 진성여왕 - 경문왕, 대신, 제자, 최치원 役
- 2014.04.14~2014.04.16 28화 불운한 시대의 천재, 최치원 - 최치원, 당나라인 役
- 2014.04.21~2014.04.30 29화 대륙의 꿈, 발해 - 대조영, 대흠무, 장문휴, 김윤중, 발해 귀족 役
- 2014.05.05~2014.05.07 30화 실패한 영웅, 궁예 - 견훤, 헌안왕, 궁궐 신하 役
- 2014.05.12~2014.05.14 31화 백제의 마지막 호랑이, 견훤 - 견훤 役

EBS 낭독a (EBS 라디오)
- 2014.09.29~2014.10.04 조정래 作 유형의 땅
- 2014.10.06~2014.10.11 홍성원 作 폭군
- 2014.10.13~2014.10.15 워싱턴 어빙 作 립 밴 윙클
- 2014.10.16~2014.10.18 피츠 제럴드 作 다시 찾은 바빌론

### 오디오 드라마
- 최영 (Audien)
- 죽어도 좋아 (보이스 스토리) - 강대리 役

### 게임
- 도타 2 - 얼음폭군
- 디아블로 3
- 코어마스터즈 - 아쿨라트라트로이, 크라카둔 3세
- 월드 오브 워크래프트
- 블레이드 앤 소울 - 강철대성, 압권

### 그 외
- 공공의 적 2 - 후원회 사회자 역